# Polyethyleenglycol
Polyethyleenglycol, doorgaans afgekort als PEG, is een hydrofiel polymeer waarvan de ketens zijn opgebouwd uit monomeereenheden met de formule (-CH2-CH2-O-), met aan elk uiteinde een hydroxylgroep (-OH). Chemisch gezien is PEG een polyether van etheenglycol. De productie gebeurt echter door de polymerisatie van ethyleenoxide in aanwezigheid van water, ethyleenglycol, di- of tri-ethyleenglycol. Het wordt in de farmacie ook wel macrogol genoemd. Achter de naam wordt meestal de gemiddelde moleculaire massa genoemd, bijvoorbeeld Macrogol 400.
Polyethyleenglycolen met lange ketens en hoge molecuulmassa's (meer dan 35.000) worden ook wel polyethyleenoxiden (afgekort tot PEO) genoemd, omdat in die producten de rol van de hydroxylgroepen verwaarloosbaar is.
PEG is een chemisch weinig reactieve stof met vele toepassingen in de medische, farmaceutische, cosmetische en andere industriële sectoren, in de celbiologie en archeologie.

## Synthese
Polyethyleenglycolen worden geproduceerd door de additiepolymerisatie van ethyleenoxide aan water, mono-, di- en/of tri-ethyleenglycol. De reactie gebeurt met als katalysator een sterke base, zoals natriumhydroxide of kaliumhydroxide.

## Chemisch
Polyethyleenglycolen zijn oplosbaar in water, waarbij de mate van oplosbaarheid af hangt van de ketenlengte. De ketenlengte (en dus bijbehorende moleculaire massa) bepaalt ook de aggregatietoestand: beneden een massa van 600 g/mol komt PEG voor als een kleurloze vloeistof, terwijl het bij hogere ketenlengtes een witte vaste stof is.

## Toepassingen
Polyethyleenglycolen worden veel toegepast als halffabricaat voor de vervaardiging van polyurethaan, door ze te laten reageren met een di-isocyanide.
PEG wordt ook toegepast om eiwitten voor medisch gebruik langer in het bloed te houden. Het eiwit wordt chemisch aan het PEG 'geplakt', waardoor leverenzymen het eiwit minder makkelijk kunnen afbreken. Zodoende is de afbraak langzamer, zodat het dosisinterval (de tijd tussen twee toedieningen) langer kan worden. In geval van interferon bij hepatitis heeft dit een forse verbetering opgeleverd.
PEG wordt als zodanig ook toegepast om hydrofiele zetpillen te maken. Doordat PEG hygroscopisch is (het trekt water aan), levert dit type zetpillen soms irritatie van het rectum op. Het gebruik van zetpillen met PEG als basis neemt daarom af; uitzondering is de toepassing in tropische landen (andere zetpillen worden gemaakt van vet en leiden niet tot irritatie, maar smelten bij 36 graden Celsius). Geneesmiddelen komen vrij uit het PEG doordat de zetpil oplost in het rectumvocht. PEG-zetpillen smelten dus niet in het lichaam. Daarom is het ook geen probleem dat PEG pas bij 50-70 graden Celsius smelt.
PEG wordt (onder de stofnaam macrogol, bekendste merknaam Movicolon) ook als laxeermiddel gebruikt, dat onder meer wordt voorgeschreven bij constipatie.
PEG wordt ook gebruikt in zijn polymere vorm als zalfbasis. Een voorbeeld hiervan is een mengsel van PEG 4000 en PEG 400, wat een wateroplosbare vetvrije zalfbasis vormt.
In de archeologie wordt PEG gebruikt om hout te conserveren.
PEG wordt ook wel toegepast om cellen aan elkaar te hechten bij een weefselkweektechniek genaamd protoplastfusie.